# Gerana
Gerana (en grec antic Γεράνα, Gerana, de γεράνος / gerános, grua), també anomenada Ènoe (Οἰνόη) va ser, segons la mitologia grega, una dona de la raça dels pigmeus.
Aquest poble li donava honors divins mentre oblidava les divinitats vertaderes. Per castigar-la Hera la va transformar en grua. Abans de la metamorfosi, Gerana havia tingut un fill anomenat Mopsos. Quan ja era ocell, va voler reunir-se amb el seu fill, però el poble de les grues estava en guerra (per voluntat d'Hera) amb els pigmeus, els quals, amb les armes a la mà van impedir que Gerana s'apropés a la seva antiga casa. Així turmentaven Gerana sense saber-ho.